# Z(4430)
Z(4430) es una resonancia mesónica descubierta por el experimento Belle. Tiene una masa de 4,430 MeV/c2. Esta resonancia aún no ha sido observada en otros experimentos.
A diferencia del mesón X(3872), descubierto por un experimento similar, esta partícula tiene carga y es un candidato a ser un mesón tetraquark. Sin embargo, sus números cuánticos parecen no ser los de un pión, lo cual es inconsistente con la interpretación de un tetraquark. Investigaciones recientes en el CERN han conseguido demostrar su existencia con un nivel de confianza de sigma 13.9.